# باشگاه فوتبال انرگتیک
باشگاه فوتبال انرگتیک (به لاتین: Energetik FK) یک تیم فوتبال در جمهوری آذربایجان است.